# 黒瀬谷村
黒瀬谷村（くろせだにむら）は、かつて富山県婦負郡にあった村。

## 沿革
- 1889年（明治22年）4月1日 - 町村制の施行により、婦負郡樫尾村、根上村、土村、下伏村、葛原村、治部川原村、小羽村、長川原村、須原村、小長谷村、小長谷新村、村杉村、岩屋村、宮腰村、上谷村、外面谷村、北谷村及び東坂下村[注 1]をもって、婦負郡黒瀬谷村が発足する。
- 1953年（昭和28年）12月1日 -  婦負郡黒瀬谷村の区域のうち、大字須原、大字葛原、大字長川原、大字小羽、大字下伏、大字土及び大字根上の区域は、上新川郡大沢野町に編入する。婦負郡八尾町、杉原村、保内村、室牧村、卯花村及び黒瀬谷村の区域の内、大字小長谷、大字小長谷新、大字村杉、大字樫尾、大字岩屋、大字宮腰、大字上谷、大字外面谷、大字北谷及び大字東坂下の区域が合併して、婦負郡八尾町が発足する。

## 歴代村長
出典→
1. 村杉義信（1889年5月16日 - 1891年12月、病気退職）
2. 清水済（1892年8月23日 - 1903年12月、同上）
3. 増田与平（1904年1月 - 1907年9月、病死）
4. 村上長吉（1910年12月28日 - 1914年12月27日、満期）
5. 村杉義信（1915年1月8日 - 1919年1月7日、満期）
6. 山本弥三郎（1919年1月21日 - 1923年1月20日、満期）
7. 村上長市郎（1923年1月31日、1927年1月30日、満期）
8. 森有教（1927年2月1日 - 1929年2月1日、辞職）
9. 大島与四次郎（1929年3月15日、1933年3月14日、満期）
10. 西山重次郎（1933年3月19日 - 1937年3月18日、満期）
11. 森有教（1937年3月31日 - 1941年3月30日、満期）
12. 増田秀太郎（1941年3月3日 - 1946年2月27日、満期後1年で退職）
13. 江尻裕次郎（1946年3月8日 - 1941年4月4日、1947年4月4日に公選）
14. 杉山小左衛門（1951年4月5日 - 1953年11月30日、合併退職）